# The Ruling Voice
The Ruling Voice è un film del 1931 diretto da Rowland V. Lee. Interpretato da Walter Huston, Loretta Young e David Manners, uscì nelle sale il 31 ottobre 1931.

## Produzione
Il film, prodotto dalla First National Pictures (come a First National Vitaphone Talking Picture) con il titolo di lavorazione Upper Underworld , venne girato in California nel marzo 1931 nei Warner Brothers Burbank Studios, al 4000 Warner Boulevard di Burbank.

## Distribuzione
Il copyright del film, richiesto dalla First National Pictures, Inc., fu registrato il 16 ottobre 1931 con il numero LP2568. Distribuito dalla Warner Bros., uscì nelle sale statunitensi il 31 ottobre 1931; in Irlanda, venne presentato al pubblico il 15 aprile 1932. In Brasile, prese il titolo di Inquisição Moderna. Nel 1956, il film fu trasmesso negli Stati Uniti alla televisione, distribuito dalla Associated Artists Productions (AAP).